# Висоцк
Висоцк (на руски: Высоцк) е град в Русия, разположен във Виборгски район, Ленинградска област. Населението на града през 2010 година е 1244 души.